# オンセンミズゴマツボ
オンセンミズゴマツボ（オンセンゴマツボ、Stenothyra thermaecola）は、ミズゴマツボ科に属する巻貝の一種。日本固有種で、大分県由布市（旧湯布院町）のみに生息する。

## 特徴
全長約4mm、直径約2.5mmの金色をした小型の淡水貝類で、殻表には点刻列がない。コケを主食とする。
36-45℃前後の温水域を好み、温泉が流入する水路に生息する。海中では熱水鉱床のような高温環境に生息する貝類が知られているが、陸上の温泉に生息する貝類は知られておらず、本種は温泉の周辺域に生息する唯一の貝類であるとされる。

## 分布
現在は、大分県由布市の由布院温泉にある金鱗湖近くの水路と、別府市の亀川のみに生息している。
大分県玖珠郡九重町の宝泉寺温泉や、別府市の亀川温泉にも生息しており、模式標本産地は宝泉寺温泉であった。由布市以外では1960年代末に生息地がいったん消失したが、2022年に亀川に生息していることが約60年ぶりに確認された。

## 保全状態評価
絶滅危惧I類 (CR+EN)（環境省レッドリスト）
絶滅危惧IA類（大分県レッドデータブック）
2010年3月31日に大分県の指定希少野生動植物に指定されている。また、2013年9月7日には由布市の指定文化財に指定されている。
生息地が観光地であるため、絶滅が危惧されている。由布市では生息域外保全に取り組んできたが、生息地が1箇所で生息数に限りがあるため、かつての生息地である旧銀鱗湖に移植すべく同地での飼育実験を行っている。